# Erzbistum Cuiabá
Das Erzbistum Cuiabá (lat.: Archidioecesis Cuiabensis) ist ein römisch-katholisches Erzbistum mit Sitz in Cuiabá im brasilianischen Bundesstaat Mato Grosso.
Vorläufer des heutigen Erzbistums war die am 6. Dezember 1745 aus dem Erzbistum São Sebastião do Rio de Janeiro ausgegründete Prälatur Cuiabá, die am 15. Juli 1826 zum Bistum Cuiabá erhoben wurde. 1910 wurde das Bistum Corumbá ausgegliedert. Aus dem offiziell am 10. März 1910 gegründeten Erzbistum Cuiabá wurden weitere Teile ausgegründet, wie 1910 das Bistum São Luíz de Cáceres, 1914 die Prälatur Registro do Araguaia (ab 1981 Bistum Guiratinga, 2014 aufgehoben), 1929 die Prälatur Diamantino (ab 1979 Bistum Diamantino) und 1940 die Prälatur Chapada (ab 1986 Bistum Rondonópolis, ab 2014 Bistum Rondonópolis-Guiratinga).
Auf circa 24.542 km² leben circa 852.000 Einwohner (Stand 2006), davon 724.000 Katholiken.

## Bischöfe
- José Nicolau de Azevedo Coutinho Gentil, 1782–1788 (später Prälat von Goiás)
- Luiz de Castro Pereira CSJ, 1804–1822
- José Maria Macerata, 1823–1831
- José Antônio dos Reis, 1832–1876
- Carlos Luiz d’Amour, 1877–1921
- Francisco de Aquino Correia SDB, 1921–1956
- Orlando Chaves SDB, 1956–1981
- Bonifácio Piccinini SDB, 1981–2004
- Mílton Antônio dos Santos SDB, 2004–2022
- Mário Antônio da Silva, seit 2022

## Weblinks

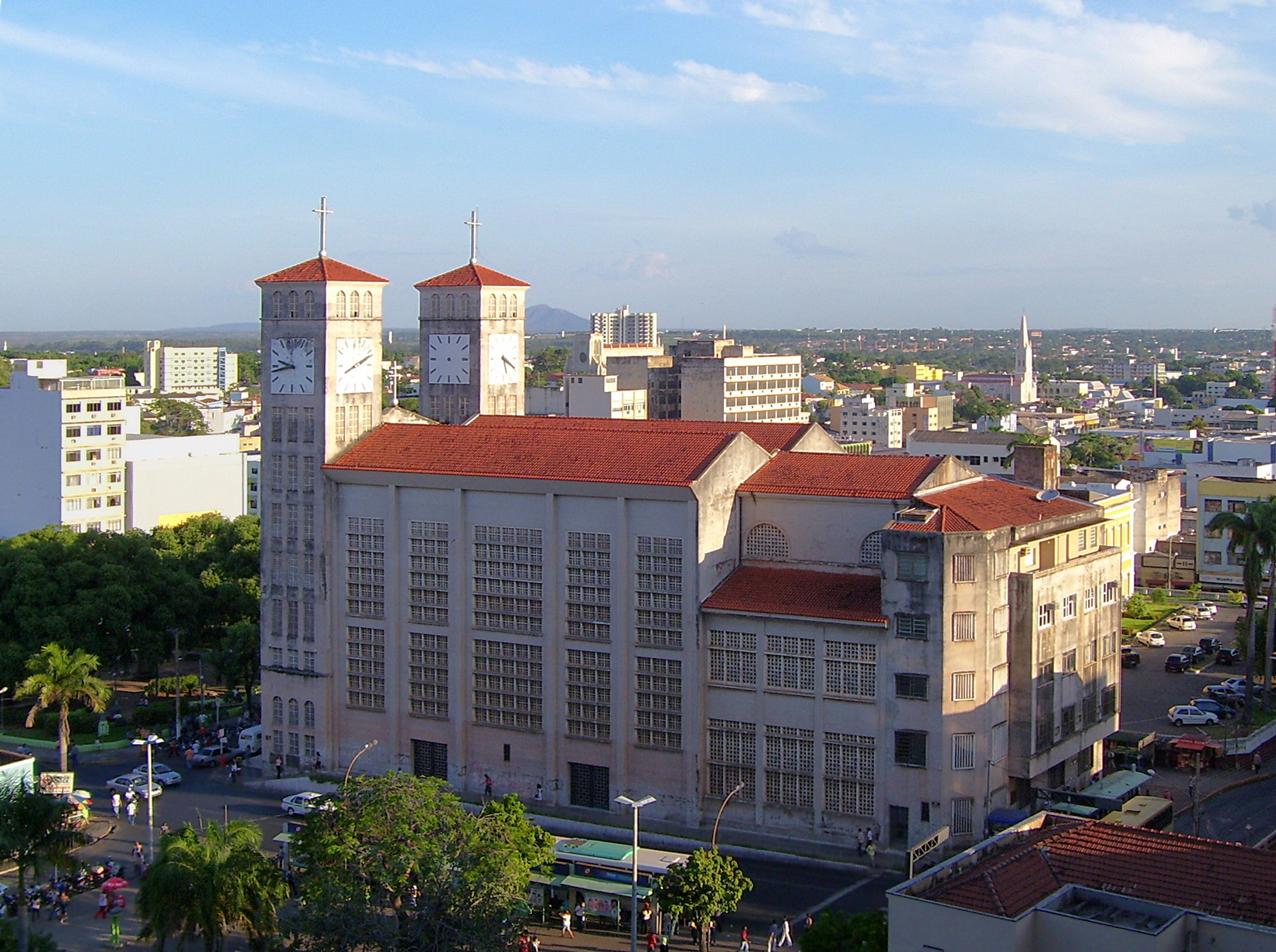
Kathedrale von Cuiabá